# Strophocerus flocciferus
Strophocerus flocciferus är en fjärilsart som beskrevs av Heinrich Benno Möschler 1883. Strophocerus flocciferus ingår i släktet Strophocerus och familjen tandspinnare. Inga underarter finns listade i Catalogue of Life.